# Coenosia setigera
Coenosia setigera är en tvåvingeart som beskrevs av Malloch 1918. Coenosia setigera ingår i släktet Coenosia och familjen husflugor.
Artens utbredningsområde är Colorado. Inga underarter finns listade i Catalogue of Life.